# Faraonska mravlja
Faraonska mravlja, tudi Faraonka (znanstveno ime Monomorium pharaonis) je  do 2,5 mm velika vrsta vsejede tropske mravlje, ki izvira iz zahodne Afrike, danes pa je razširjena že po vseh celinah, razen na Antarktiki.
Faraonke v Evropi preživijo le v stalno ogrevanih stavbah in so potencialne prenašalke raznih bolezni.